# Pommersches und Camminsches geistliches Konsistorium
Das Pommersche und Camminsche geistliche Konsistorium war im 17. bis 19. Jahrhundert eine Gerichts- und Verwaltungsbehörde der evangelisch-lutherischen Kirche (Konsistorium) in dem zu Preußen gehörenden Teil Pommerns. Nach seinen wechselnden Sitzen wurde es zeitweise auch als Kolberger Konsistorium, Stargarder Konsistorium und Stettiner Konsistorium bezeichnet.
Nach dem Dreißigjährigen Krieg kam mit dem Westfälischen Frieden Hinterpommern an Brandenburg, die Übergabe des zuvor im Besitz Schwedens befindlichen Landes erfolgte im Jahre 1653. Im  Rahmen der Neuordnung der Gerichts- und Verwaltungsbehörden wurde 1653 das Pommersche und Camminsche geistliche Konsistorium errichtet. Es hatte seinen Sitz zunächst in Kolberg, wo bereits früher von 1563 bis 1645 das Kolberger Konsistorium für das Stiftsgebiet des Bistums Cammin bestanden hatte und wo nun auch die übrigen Landesbehörden eingerichtet wurden. 1668 wurde das Konsistorium, wie die übrigen Landesbehörden auch, von Kolberg nach Stargard verlegt. Zwischenzeitlich wurde es noch einmal von 1683 bis 1686 nach Kolberg zurück verlegt und kam dann 1738 nach Stettin.
Mitglieder des Konsistoriums waren der Direktor, vier geistliche Räte, darunter der jeweilige Generalsuperintendent, und zwei weltliche Räte.
Das Gebiet des östlichen Hinterpommerns, der sogenannten Hinterkreise, wurde 1747 ausgegliedert und einem neu gegründeten Kösliner Konsistorium zugewiesen.
Mit Stand 1779 umfasste der Zuständigkeitsbereich des Pommerschen und Camminschen geistlichen Konsistoriums zehn Synoden in Vorpommern (Altvorpommern) und 17 Synoden in Hinterpommern.
Im Rahmen der Neuordnung der evangelischen Kirchenverwaltung in Preußen wurde das alte Konsistorium 1814 wieder nach Stargard verlegt und bestand dort noch einige Zeit als geistliches Gericht. Seine Aufgaben als Verwaltungsbehörde gingen auf das neu geschaffene Konsistorium der Provinz Pommern mit Sitz in der Provinzhauptstadt Stettin über.
Akten des Konsistoriums befinden sich heute im Archiwum Państwowe w Szczecinie (Staatsarchiv Stettin), ein kleiner Teil im Landesarchiv Greifswald.

## Personen
- Heinrich Leopold von Borcke (~1697–1771), Direktor des Konsistoriums bis 1767